# Giovanni Benfratello
Giovanni Benfratello (ur. 3 stycznia 1883 w Palermo, zm. 9 lutego 1966 tamże) – szermierz, szablista reprezentujący Włochy, uczestnik letnich igrzysk olimpijskich w 1912 roku.